# Porcellionides parcus
Porcellionides parcus är en kräftdjursart som först beskrevs av Gustav Budde-Lund 1885.  Porcellionides parcus ingår i släktet Porcellionides och familjen Porcellionidae. Inga underarter finns listade i Catalogue of Life.